# جونسبورغ (نيويورك)
جونسبورغ (بالإنجليزية: Johnsburg, New York)‏ هي بلدة أمريكية تقع في الولايات المتحدة في مقاطعة وارين، نيويورك. يقدر عدد سكانها بـ 2,395 نسمة ومساحتها 535.5 كم2 وترتفع عن سطح البحر 697 متر.